# Oca del Mondragon
L'oca del Mondragon è una razza di oca domestica allevata in località Mondragon, presso Arfanta di Tarzo (provincia di Treviso). È riconosciuta come prodotto agroalimentare tradizionale.
L'oca del Mondragon si è originata incrociato l'oca pezzata veneta e l'oca romagnola. Oggi viene allevata allo stato brado o semi-brado da alcune aziende agrituristiche, al fine di recuperare i prati in via di rimboschimento. Le aree di pascolo sono soggette a rotazione per consentire il rinnovo delle specie vegetali.
Viene macellata in giovane età (4-6 mesi), quando pesa tra i 4,5 e i 6 kg. La vita all'aria aperta e l'intensa attività motoria rende le sue carne poco grasse e gustose, con aromi che ricordano le essenze brucate (tarassaco, trifoglio, ma anche more di gelso e fichi selvatici).
Vendute a ristoranti e privati, o somministrate dagli stessi allevamenti, vengono impiegate per varie preparazioni tradizionali: in forno, sobbollite nel loro grasso, allo spiedo, ripiene. Più recenti le ricette come il petto d'oca, il pâté, e in saor.